# 尚特奈圣安贝尔
尚特奈圣安贝尔（法語：Chantenay-Saint-Imbert，法語發音：[ʃɑ̃tnɛ sɛ̃.t‿ɛ̃bɛʁ]）是法国涅夫勒省的一个市镇，属于讷韦尔区。

## 地理
尚特奈圣安贝尔（46°43'58"N, 3°11'3"E）面积41.69 平方千米，位于法国勃艮第-弗朗什-孔泰大區涅夫勒省，该省份为法国中部省份，北至约讷省，西北接卢瓦雷省，西接谢尔省，南至阿列省，东南接索恩-卢瓦尔省，东临科多尔省。
与尚特奈圣安贝尔接壤的市镇（或旧市镇、城区）包括：欧比尼、圣莱奥帕丹多日、阿济勒维夫、利夫里、圣皮埃尔勒穆捷、茹尔河畔图里、特雷奈。

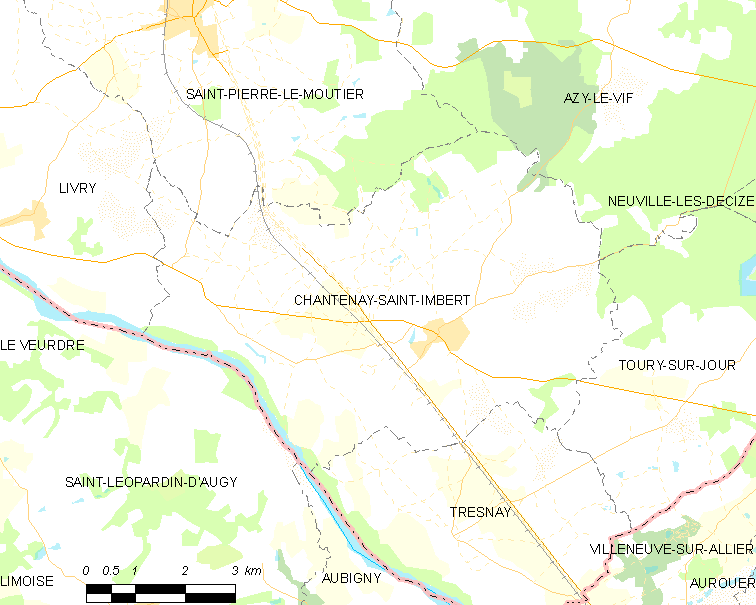
尚特奈圣安贝尔的OSM定位图

尚特奈圣安贝尔的时区为UTC+01:00、UTC+02:00（夏令时）。

## 行政
尚特奈圣安贝尔的邮政编码为58240，INSEE市镇编码为58057。

## 政治
尚特奈圣安贝尔所属的省级选区为圣皮埃尔勒穆捷县。

## 人口

1962-2008年间尚特奈圣安贝尔人口变化图示

尚特奈圣安贝尔于2022年1月1日时的人口数量为1090人。